# Pseudocatharylla subioconda
Pseudocatharylla subioconda là một loài bướm đêm trong họ Crambidae.